# Prvi digitalni popis stanovništva Hrvata i njihovih potomaka u Argentini
Prvi digitalni popis stanovništva Hrvata i njihovih potomaka u Argentini (kastiljski: Primer Censo Digital de los Croatas y sus Descendientes de la República Argentina), projekt popisa Hrvata u Argentini. Sprovodi se uz potporu Veleposlanstva Republike Hrvatske u Buenos Airesu. Predstavili su ga 28. lipnja 2020. godine Cristian Sprljan te Iva Vidić i Jelena Nadinić, članice Savjeta Vlade RH za Hrvate izvan Republike Hrvatske.
Projekt je jedinstven na svijetu, autonoman i samostalan. Sprovodi ga zajednica Hrvata u Argentini u sklopu Savjeta RH i u suradnji s hrvatskim veleposlanstvom u Buenos Airesu. Sudionici sudjeluju dragovoljno. Projekt je u početku naišao na odaziv poznatih argentinskih Hrvata (Sandra Mihanovich, Daniel Oršanić, Yamila Nizetich, Daniel Bilos, Marcos Milinkovic, Juan Pablo Vojvoda, Matko Miljevic) koji su pozvali hrvatske iseljenike da se priključe projektu i ispune obrazac.

## Razlozi
Ovaj jedinstveni projekt pokrenut je zbog toga što se ni danas ne zna u potpunosti koliko Hrvata i njihovih potomaka živi u Argentini. Jedini podatci koji su poznati su samo o onima koji imaju hrvatsku putovnicu. Radi utvrđivanja koliko je ukupno svih osoba koje potječu iz Hrvatske ili imaju hrvatske korijene, pokrenut je ovaj projekt. 28. lipnja 2020. na Međumrežje postavljen je obrazac kojeg bi osobe koje ovo zanima trebale ispuniti. Krajnji rok je do 28. prosinca. Savjet RH će konačne rezultate objaviti veljače 2021. godine.

## Obrazac
U obrascu su 44 pitanja u kojima uz ostalo su pitanja gdje je osoba rođena, gdje živi, tko joj je najbliži srodnik rođen u Hrvatskoj, te u kojem je migrantskom valu osoba ili njen srodnik doselio u Argentinu. Podatci koji se prikupe bit će samo u statističke svrhe, a da bi hrvatska zajednica u Argentini mogla sprovoditi zajedničke kulturne aktivnosti te dodatno povezati iseljenike i njihove potomke s Hrvatskom.

## Cilj
Cilj je doznati zemljopisnu raspoređenost Hrvata i hrvatskih potomaka Argentine, shvatiti njihove kulturne i društvene interese, doznati iz kojega su im migrantskog vala predci stigli u Argentinu, razinu znanja i očuvanja hrvatskog jezika, međusobno povezati ljude i institucije poznavajući njihove interese u profesionalnim, socijalnim, ekonomskim ili konzularnim pitanjima, biti instrument za planiranje aktivnosti od zajedničkog interesa kroz hrvatske institucije u Argentini te objaviti rezultate i tako unaprijediti posebne prilike za hrvatsku zajednicu.

## Vanjske poveznice
- Facebook
- Instagram @censocroata
- Facebook
- YouTube